# Борома
Борома - (ірл. - boroma) - традиційна важка данина накладена верховним королем Ірландії на підвладне йому королівство Лейнстер (східна Ірландія). Данина сплачувалась худобою: корова]], свиньми, вівцями, а також плащами, срібними ланцюжками, мідними казанами. Данину кожного разу Лейнстер відмовлявся платити верховному королю Ірландії і кожного разу верховному королю доводилось брати цю данину силою. Часто ця данина була причиною чергової війни. Запровадив данину "борома" верховний король Ірландії Туатал Техтмар. Потім "борома" брали з Лейнстеру верховний король Мал, мак Рокріде, потім верховний король Федлімід Рехтмар брав данину з Ку Корба і вбив його в битві, потім Конн Сто Битв збирав борома, але мусив для цього вступити не в одну битву, потім верховний король Конайре Коем збирав борома, потім верховний король Арт Оенфер збирав борома, але "не отримав нічого без битви", потім верховний король Фергус Дубдетах "один рік збирав борома",потім верховний король Карпре Ліфехарь мусив вести війну з Лейнстером за право збирати борома. Після того довгий час з лейнстерців ніхто не наважувався вимагати борома. Але після того як в Тарі Дунланг мак Енна Ніа "вбив тридцять королівських дочок і з кожною з них по сто дівчат" на Лейнстер знову наклали борома. Після того лейнстерці багато воювали з приводу борома відмовляючись його платити.
Причиною введення борома був наступний випадок. У Туатала Техтмара були дві дочки – Фітір та Дафіне. Король Лейнстера Еоху Дамлен одружився зі старшою дочкою Фітір, бо в ті часи в Ірландії згідно звичаю не можна було видавати заміж молодшу дочку, доки не одружилася старша. Оточення короля Еоху почало кепкувати, що король одружився з гіршою з дочок. Тоді король Еоху Дамлен повідомив, що дружина померла. Туатал Техтмар надіслав йому іншу дочку як наречену. Але коли Дарфіне дізналася, що Фітір жива, з сорому наклала на себе руки. Фітір вчинила те саме дізнавшись про загибель Дарфіне. Ця подія стала причиною війни верховного короля з Лейнстером, хоча сам верховний король Туатал Техтмар не хотів цієї війни. Верховного короля Ірландії підтримали і королівства Улад та Коннахт. Битва відбуась під Рат Імміл, що потім стало зватися Гарб-тонах. Лейнстерці були розбиті, а король Еоху Дамлен загинув у битві разом двадцятьма іншими вождями кланів Лейнстера. Туатал Техтмар поставив королем в Лейстері Еоху сина Еоху Дамлена, але наклав на Лейнстер важку данину.